# Sabiha Sumar
Sabiha Sumar est une réalisatrice pakistanaise née le 29 septembre 1961.

## Filmographie sélective
En tant que réalisatrice
- 1994 : Von Müttern, Mäusen und Heiligen
- 1996 : Suicide Warriors
- 2003 : Hawa Kay Naam
- 2003 : Eau dormante (Khamosh Pani: Silent Waters)
- 2005 : Gorod bez solntsa
- 2013 : Good Morning Karachi (en)

En tant que productrice
- 2012 : Saving Face

## Récompenses
- Léopard d'or et prix d'interprétation féminine (pour l'actrice Kirron Kher) au Festival de Locarno pour Eau dormante.